# Antihemorrágico
Un agente antihemorrágico  es una sustancia que promueve la hemostasia (un proceso que detiene el sangrado ). También se le puede conocer como agente hemostático.
Los agentes antihemorrágicos utilizados en medicina tienen diversos mecanismos de acción:
- Los fármacos sistémicos actúan inhibiendo la fibrinólisis o promoviendo la coagulación.
- Los agentes hemostáticos de acción local funcionan provocando vasoconstricción o promoviendo la agregación plaquetaria

 .